# 郑振环
郑振环（1942年12月—2013年3月11日），中国剧作家、电影艺术家、中国人民解放军八一电影制片厂原厂长。

## 生平
1942年12月生于北京，祖籍天津武清。
1961年至1965年，解放军艺术学院戏剧系学习。　
1998年7月至2001年任八一电影制片厂厂长，期间策划了《冲出亚马逊》等多部知名电影作品。
2013年3月11日，因罹患肺癌逝世。

## 主要作品及荣誉
- 1987年电视剧《大学 (1987年电视剧)》，获飞天奖。
- 凭借1990年电影《天边有一簇圣火》，获1991年第11届中国电影金鸡奖最佳编剧题名。